# Lassen County
Lassen County is een county in Californië in de VS. Het werd gevormd in 1864 en bestond uit delen van Plumas en Shasta county's.
Zijn naam kreeg het van Lassen Peak, welke zijn naam kreeg van de gids en frontsman Peter Lassen en het grootste kegelvulkaangebied in de wereld is. Lassen Peak ligt in het Lassen Volcanic National Park, een Amerikaans nationaal park.

## Geografie
De county heeft een totale oppervlakte van 12.226 km² (4720 mijl²) waarvan 11.803 km² (4557 mijl²) land is en 422 km² (163 mijl²) of 3.46% water is.

### Aangrenzende county's
- Sierra County - zuidoost
- Plumas County - zuiden
- Shasta County - westen
- Modoc County - noorden
- Washoe County in Nevada - oosten

### Steden en dorpen
- Bieber
- Doyle
- Herlong
- Janesville
- Litchfield
- Madeline
- Milford
- Nubieber
- Ravendale
- Standish
- Susanville
- Termo
- Wendel
- Westwood